# Mathias Wieman
Pour les articles homonymes, voir Wieman.
Mathias Carl Heinrich Franz Wieman (né le 23 juin 1902 à Osnabrück, mort le 3 décembre 1969 à Zurich) est un acteur allemand.

## Biographie
Il est le fils du juriste Carl Wieman et neveu de l'écrivain Bernard Wieman (de). Son père meurt prématurément, il grandit à Wiesbaden puis à Berlin après le remariage de sa mère Elise Altmann avec un historien d'art. Il suit des études pendant quatre semestres de philosophie et d'histoire de l'art à Berlin. Pendant trois mois, il fréquente l'école dramatique. En 1926, il épouse l'actrice Erika Meingast.
Il fait partie de la troupe de Hans Holtorf (de) puis s'engage durant un an avec Max Reinhardt qui dirige le Deutsches Theater de Berlin.
Il commence dans le cinéma muet et vient au parlant en 1929 dans Terre sans femmes.
Parmi ses rôles les plus connus, il y a l'adaptation Der Schimmelreiter (de) ou encore sa participation au film de propagande nazie Ich klage an.
Par ailleurs, il travaille à la radio comme récitant de nombreux poèmes classiques ou de Pierre et le Loup avec des orchestres. Dans les années 1960, il prête sa voix à des publicités.
Il fait sa dernière apparition sur scène le 19 novembre 1969. Il meurt trois semaines plus tard durant une opération à l'estomac en Suisse.

## Filmographie
| - 1925 : Freies Volk - 1926: Potsdam, das Schicksal einer Residenz - 1927: Der Sohn der Hagar - 1927: Feme - 1927: Mata Hari de Friedrich Fehér - 1927: Der fidele Bauer - 1927: La Reine Louise (de) - 1928 : Der fidele Bauer de Franz Seitz - 1928: Die Durchgängerin - 1928: Unter der Laterne - 1929: Tagebuch einer Kokotte - 1929: Terre sans femmes - 1930: Rosenmontag - 1930: Tempête sur le mont Blanc d'Arnold Fanck - 1931: Zum goldenen Anker d'Alexander Korda - 1932: La Comtesse de Monte-Christo - 1932: La Lumière bleue de Leni Riefenstahl - 1932: Un homme sans nom de Gustav Ucicky et Roger Le Bon - 1932: L'Atlantide de Georg Wilhelm Pabst - 1933: Anna und Elisabeth - 1933: Fräulein Hoffmanns Erzählungen - 1933: Das verliebte Hotel - 1934: Der Schimmelreiter (de) - 1934: Achtung! Wer kennt diese Frau? - 1934: Das verlorene Tal - 1934: Klein Dorrit - 1934: Vorstadtvarieté - 1935 : L'Autre qui est en nous (Die ewige Maske) de Werner Hochbaum - 1935: Viktoria | - 1937: Togger de Jürgen von Alten - 1937: Unternehmen Michael (aussi co-scénario) - 1937: Patriotes - 1938: Anna Favetti - 1939: Die Hochzeitsreise - 1939: Les Cadets (Première présentation en 1941) - 1941: Ich klage an - 1941: Das andere Ich - 1943: Paracelse - 1943: Man rede mir nicht von Liebe - 1944: Träumerei - 1944: Das Herz muß schweigen - 1945: Wie sagen wir es unseren Kindern? - 1950: Wenn eine Frau liebt - 1950: Melodie des Schicksals - 1952: Le Cœur du monde - 1953: Tant que tu m'aimeras - 1953: Son Altesse Royale (Königliche Hoheit) - 1954 : Une histoire d'amour (Eine Liebesgeschichte) de Rudolf Jugert - 1954: Der letzte Sommer - 1954: La Peur - 1955: Reifende Jugend - 1956: Die Ehe des Dr. med. Danwitz - 1956: Si tous les gars du monde - 1957: Un petit coin de paradis - 1957: Maria fille de la forêt - 1963: Der Sittlichkeitsverbrecher - 1964: Geld und Geist |